# PEC Zwolle in het seizoen 2015/16 (vrouwen)
Het seizoen 2015/2016 was het 6e jaar in het bestaan van de Zwolse vrouwenvoetbalclub PEC Zwolle. De club kwam uit in de Eredivisie en is geëindigd op de 7e plaats. Naast de competitie was er ook deelneming aan het toernooi om de KNVB beker, hierin werd in de achtste finale verloren van Ter Leede. Het elftal stond onder leiding van Sebastiaan Borgardijn.

## Wedstrijdstatistieken

### Oefenduels
| Datum + plaats              | Wedstrijd                           | Uitslag                    | Scoreverloop |
| --------------------------- | ----------------------------------- | -------------------------- | --- |
| 19 juni 2015 Amsterdam      | SC Buitenveldert (ama) – PEC Zwolle | 2 – 0 (2 – 0)              | 37' Laura Kelderman 1–0, 41' Judith Frijlink (e.d.) 2–0 |
| 4 juli 2015 Zwolle          | PEC Zwolle – VIOD (ama)             | 4 – 0 (2 – 0)              | Yvette van Daelen (2x), Joyce Mijnheer, Rebecca Doejaaren |
| 7 augustus 2015 Zwolle      | PEC Zwolle – DOS Kampen B1 (ama)    | 1 – 2 (0 – 0)              | Joyce Mijnheer |
| 14 augustus 2015 Zwolle     | PEC Zwolle – MVV Alcides B1 (ama)   | 1 – 1 (1 – 1)              | Joyce Mijnheer |
| 18 september 2015 Essen     | SGS Essen – PEC Zwolle              | 2 – 2 (1 – 0)              | 35' Franziska Wenzel 1–0, 53' Linda Dallmann 2–0, 61' Anouk van Vilsteren 2–1, 69' Judith Frijlink 2–2                                                                                   |
| 24 oktober 2015 Cloppenburg | BV Cloppenburg – PEC Zwolle         | 3 – 4 (0 – 1)              | 17' Joyce Mijnheer 0–1, 65' Rebecca Doejaaren 0–2, 68' Judith Frijlink 0–3, 77' Onbekend 1–3, 82' Onbekend 2–3, 88' Onbekend 3–3, 89' Joyce Mijnheer 3–4                                 |
| 27 oktober 2015 Keulen      | Bayer 04 Leverkusen – PEC Zwolle    | 2 – 0 (2 – 0)              | Anna Gasper 1–0, Turid Knaak 2–0 * Wedstrijd is na 58 minuten gestaakt na een beenbreuk bij Leverkusen speelster Turid Knaak.                                                            |
| 27 november 2015 Zwolle     | PEC Zwolle – BV Cloppenburg         | 5 – 3 (0 – 0)              | 48' Yvette van Daelen 1–0, 50' Yvette van Daelen 2–0, 52' Yvette van Daelen 3–0, 56' Onbekend 3–1, 60' Onbekend 3–2, 63' Esmee de Graaf 4–2, 85' Yvette van Daelen 5–2, 87' Onbekend 5–3 |
|                             |                                     |                            | |
| 14 januari 2016 Zwolle      | PEC Zwolle – FC Berghuizen (ama)    | 4 – 0 (1 – 0)              | Yvette van Daelen 3x, Joyce Mijnheer |
| 20 januari 2016 Gündoğdu    | Trabzonspor – PEC Zwolle            | 1 – 0 (1 – 0)              | 28' Fatoş Yıldırım 1–0 |
| 21 januari 2016 Gündoğdu    | Antalyaspor – PEC Zwolle            | 1 – 1 (0 – 0) 4 – 5 w.n.s. | Onbekend 1–0, Yvette van Daelen 1–1 |
| 31 januari 2016 Meppen      | SV Meppen – PEC Zwolle              | 4 – 2 (1 – 1)              | Rebecca Doejaaren, Sharon Bruinenberg |
| 4 maart 2016 Bremen         | Werder Bremen – PEC Zwolle          | 4 – 0 (1 – 0)              | 32' Manjou Wilde 1–0, 59' Cindy König 2–0, 69' Cindy König 3–0, 86' Cindy König 4–0 |
| 11 maart 2016 Zwolle        | PEC Zwolle – SGS Essen              | 1 – 5 (0 – 2)              | 16' Kirsten Nesse 0–1, 36' Kozue Ando 0–2, 50' Hirata 0–3, 76' Saori Takahashi 0–4, 83' Yvette van Daelen 1–4, 89' Kozue Ando 1–5                                                        |
| 26 mei 2016 Meppel          | FC Meppel/Alcides – PEC Zwolle      | 0 – 19 (0 – ?)             | Rebecca Doejaaren (7x), Sharon Bruinenberg (4x), Anouk van Vilsteren (3x), Suzanne Giesen (2x), Jorie Schepers en Nadja Olthuis                                                          |

### Eredivisie
| 1e speelronde | PEC Zwolle | 0 – 4 (0 – 2)               | PSV | Opstelling PEC Zwolle: |
| 21 augustus 2015 Aanvangstijd: 19:30 uur Plaats: Zwolle IJsseldeltastadion Toeschouwers: Niet bekend Scheidsrechter: Richard Kroesen     | 83' Judith Frijlink                                                                                            | Wedstrijdverslag            | 14' Michelle Hendriks 27' Myrthe Moorrees (p) 48' Nadia Coolen 68' Vanity Lewerissa                                            | Olthuis, Van Dam, Scheggetmann, Bakker, Te Winkel, Van Vilsteren (76' Doejaaren), Klein Braskamp (61' Giesen), Bruinenberg, Frijlink, Mijnheer, Van Daelen (61' De Graaf) Bakker (26')                                    |
| 2e speelronde | sc Heerenveen                                                                                                  | 1 – 1 (1 – 1)               | PEC Zwolle | Opstelling PEC Zwolle: |
| 28 augustus 2015 Aanvangstijd: 19:30 uur Plaats: Heerenveen Sportpark Skoatterwâld Toeschouwers: Niet bekend Scheidsrechter: Niet bekend | 22' Charissa Burgwal                                                                                           | Wedstrijdverslag            | 20' Judith Frijlink (p) | Olthuis, Van Dam, Scheggetmann, Bakker, Te Winkel, Van Vilsteren (85' Doejaaren), Klein Braskamp (76' Giesen), Bruinenberg, Frijlink, Mijnheer, Van Daelen (68' De Graaf) Bakker (81')                                    |
| 3e speelronde | PEC Zwolle | 0 – 1 (0 – 0)               | AFC Ajax | Opstelling PEC Zwolle: |
| 4 september 2015 Aanvangstijd: 19:30 uur Plaats: Zwolle IJsseldeltastadion Toeschouwers: 800 Scheidsrechter: Lars Eleveld                | | Wedstrijdverslag            | 86' Kelly Zeeman | Olthuis, Te Winkel, Scheggetmann, Bakker, Van Dam, Klein Braskamp (38' Giesen), Bruinenberg, Frijlink, Van Vilsteren (76' Doejaaren), Van Daelen (46' De Graaf), Mijnheer Bakker (33')                                    |
| 4e speelronde | Vrij | Vrij                        | Vrij | Vrij |
| 5e speelronde | ADO Den Haag                                                                                                   | 1 – 1 (0 – 0)               | PEC Zwolle | Opstelling PEC Zwolle: |
| 25 september 2015 Aanvangstijd: 19:30 uur Plaats: Den Haag Kyocera Stadion Toeschouwers: 469 Scheidsrechter: Wilfred Smits               | 56' Dominique Vugts                                                                                            | Wedstrijdverslag            | 68' Esmee de Graaf | Olthuis, Te Winkel, Scheggetmann, Giesen, Tiemens, Frijlink, Klein Braskamp, Bruinenberg, Van Vilsteren (90+2' Van Daelen), Mijnheer (89' Doejaaren), De Graaf Klein Braskamp (46'), Bruinenberg (57'), Doejaaren (90+2') |
| 6e speelronde | PEC Zwolle | 1 – 2 (1 – 0)               | SC Telstar VVNH | Opstelling PEC Zwolle: |
| 2 oktober 2015 Aanvangstijd: 19:30 uur Plaats: Zwolle IJsseldeltastadion Toeschouwers: Niet bekend Scheidsrechter: Marije Deuring        | 40' Joyce Mijnheer                                                                                             | Wedstrijdverslag            | 80' Aaike Verschoor 88' Linda Bakker                                                                                           | Olthuis, Tiemens, Giesen, Bakker, Te Winkel, Klein Braskamp, Van Vilsteren, Bruinenberg, Frijlink, De Graaf, Mijnheer (85' Doejaaren) Bruinenberg (55')                                                                   |
| 7e speelronde | FC Twente | 4 – 1 (3 – 0)               | PEC Zwolle | Opstelling PEC Zwolle: |
| 11 oktober 2015 Aanvangstijd: 14:30 uur Plaats: Enschede Sportpark Slangenbeek Toeschouwers: Niet bekend Scheidsrechter: Dhr. Fikkert    | 14' Jill Roord 30' Jill Roord 41' Jill Roord 72' Jill Roord                                                    | Wedstrijdverslag[dode link] | 69' Anouk van Vilsteren | Olthuis, Tiemens, Bakker, Giesen, Klein Braskamp, Van Vilsteren (70' Van Daelen), Bruinenberg, Frijlink, Te Winkel, De Graaf, Doejaaren Doejaaren (32')                                                                   |
| 8e speelronde | AFC Ajax | 1 – 0 (0 – 0)               | PEC Zwolle | Opstelling PEC Zwolle: |
| 16 oktober 2015 Aanvangstijd: 19:30 uur Plaats: Amsterdam Sportpark De Toekomst Toeschouwers: Niet bekend Scheidsrechter: Dave de Vries  | 62' Mandy Versteegt                                                                                            | Wedstrijdverslag            | | Olthuis, Te Winkel, Giesen (74' Scheggetmann), Bakker, Tiemens, Klein Braskamp, Bruinenberg, Frijlink, Van Vilsteren (79' Van Daelen), Mijnheer (62' Doejaaren), De Graaf                                                 |
| 9e speelronde | Vrij | Vrij                        | Vrij | Vrij |
| 10e speelronde | PEC Zwolle | 5 – 5 (5 – 2)               | ADO Den Haag | Opstelling PEC Zwolle: |
| 6 november 2015 Aanvangstijd: 19:30 uur Plaats: Zwolle IJsseldeltastadion Toeschouwers: Niet bekend Scheidsrechter: Jan van Dijk         | 4' Esmee de Graaf 7' Tessa Klein Braskamp 13' Rebecca Doejaaren 38' Esmee de Graaf 41' Hélène Heemskerk (e.d.) | Wedstrijdverslag            | 6' Dominique Vugts 9' Kirsten Koopmans 53' Lineth Beerensteyn 60' Lineth Beerensteyn 84' Lineth Beerensteyn                    | Olthuis, Te Winkel, Giesen, Bakker, Tiemens, Klein Braskamp (79' Van Schoonhoven), Bruinenberg, Frijlink, De Graaf, Doejaaren (92' Van Daelen), Mijnheer Te Winkel (76')                                                  |
| 11e speelronde | SC Telstar VVNH                                                                                                | 3 – 1 (1 – 0)               | PEC Zwolle | Opstelling PEC Zwolle: |
| 13 november 2015 Aanvangstijd: 19:30 uur Plaats: Velsen Telstar Stadion Toeschouwers: Niet bekend Scheidsrechter: Rob Wassink            | 41' Katja Snoeijs 52' Katja Snoeijs 58' Babiche Roof                                                           | Wedstrijdverslag            | 57' Rebecca Doejaaren | Olthuis, Bakker (80' Klein Braskamp), Te Winkel, Scheggetmann, Frijlink, Giesen, Bruinenberg (59' Van Schoonhoven), Tiemens, Mijnheer, De Graaf, Doejaaren (59' Van Daelen)                                               |
| 12e speelronde | PEC Zwolle | 0 – 7 (0 – 4)               | FC Twente | Opstelling PEC Zwolle: |
| 20 november 2015 Aanvangstijd: 19:30 uur Plaats: Zwolle IJsseldeltastadion Toeschouwers: Niet bekend Scheidsrechter: Rik Berends         | | Wedstrijdverslag            | 17' Renate Jansen 34' Jill Roord 37' Jill Roord 42' Shanice van de Sanden 52' Ellen Jansen 64' Renate Jansen 77' Renate Jansen | Olthuis, Bakker (46' Klein Braskamp), Te Winkel, Scheggetmann, Frijlink, Bruinenberg, Giesen, Van Schoonhoven (67' Doejaaren), Tiemens (62' Van Dam), Mijnheer, De Graaf                                                  |
| 13e speelronde | PSV | 5 – 2 (1 – 1)               | PEC Zwolle | Opstelling PEC Zwolle: |
| 4 december 2015 Aanvangstijd: 19:30 uur Plaats: Eindhoven De Herdgang Toeschouwers: Niet bekend Scheidsrechter: Bram van Dongen          | 42' Vanity Lewerissa 49' Vanity Lewerissa 53' Vanity Lewerissa 61' Mauri van de Wetering 90' Vanity Lewerissa  | Wedstrijdverslag            | 29' Judith Frijlink 87' Sharon Bruinenberg                                                                                     | Olthuis, Te Winkel (57' Van Dam), Bakker, Scheggetmann, Tiemens, Giesen, Bruinenberg, Frijlink, Van Vilsteren (69' Van Schoonhoven), De Graaf, Mijnheer (75' Van Daelen)                                                  |
| 14e speelronde | PEC Zwolle | 1 – 2 (0 – 0)               | sc Heerenveen | Opstelling PEC Zwolle: |
| 11 december 2015 Aanvangstijd: 19:30 uur Plaats: Zwolle IJsseldeltastadion Toeschouwers: Niet bekend Scheidsrechter: Jarno Akkerman      | 87' Judith Frijlink                                                                                            | Wedstrijdverslag            | 47' Ingrid Schouten 50' Maly Breed                                                                                             | Olthuis, Van Vilsteren, Bakker, Scheggetmann, Giesen (81' Klein Braskamp), Bruinenberg (70' Van Schoonhoven), Van Dam, Tiemens, Frijlink, Van Daelen (70' Mijnheer), De Graaf Giesen (44')                                |
| 15e speelronde | PEC Zwolle | 1 – 3 (0 – 1)               | AFC Ajax | Opstelling PEC Zwolle: |
| 18 december 2015 Aanvangstijd: 19:30 uur Plaats: Zwolle IJsseldeltastadion Toeschouwers: Niet bekend Scheidsrechter: René Broekman       | 74' Esmee de Graaf                                                                                             | Wedstrijdverslag            | 28' Tessel Middag 89' Merel van Dongen 90+1' Tessel Middag                                                                     | Olthuis, Bakker, Van Vilsteren (46' Van Schoonhoven), Scheggetmann, Van Dam, Frijlink, Bruinenberg, Giesen (58' Klein Braskamp), Tiemens, Mijnheer (46' Van Daelen), De Graaf Van Dam (86')                               |
| 16e speelronde | Vrij | Vrij                        | Vrij | Vrij |
| 17e speelronde | PEC Zwolle | 0 – 3 (0 – 1)               | PSV | Opstelling PEC Zwolle: |
| 12 februari 2016 Aanvangstijd: 19:30 uur Plaats: Zwolle IJsseldeltastadion Toeschouwers: Niet bekend Scheidsrechter: dhr. De Witte       | | Wedstrijdverslag            | 19' Mauri van de Wetering 60' Mauri van de Wetering 64' Myrthe Moorrees                                                        | Olthuis, Te Winkel, Bakker, Klein Braskamp, Van Dam, Bruinenberg, Van Schoonhoven (69' Schepers), Frijlink, Van Vilsteren (72' Mijnheer), De Graaf, Van Daelen                                                            |
| 18e speelronde | sc Heerenveen                                                                                                  | 3 – 0 (2 – 0)               | PEC Zwolle | Opstelling PEC Zwolle: |
| 19 februari 2016 Aanvangstijd: 19:30 uur Plaats: Heerenveen Sportpark Skoatterwâld Toeschouwers: Niet bekend Scheidsrechter: Niet bekend | 17' Maly Breed 20' Lesley te Winkel (e.d.) 80' Maly Breed                                                      | Wedstrijdverslag[dode link] | | Olthuis, Klein Braskamp, Van Vilsteren (60' Schepers), Bruinenberg, Frijlink, Van Dam, Bakker, Te Winkel (46' Tiemens), Van Schoonhoven, Van Daelen, De Graaf Klein Braskamp, Van Vilsteren                               |
| 19e speelronde | ADO Den Haag                                                                                                   | 3 – 2 (2 – 0)               | PEC Zwolle | Opstelling PEC Zwolle: |
| 26 februari 2016 Aanvangstijd: 19:30 uur Plaats: Den Haag Kyocera Stadion Toeschouwers: Niet bekend Scheidsrechter: Niet bekend          | 10' Pia Rijsdijk 18' Lisanne Grimberg 61' Maartje Looijen                                                      | Wedstrijdverslag            | 57' Judith Frijlink 79' Rebecca Doejaaren                                                                                      | Olthuis, Van Dam, Bakker, Frijlink, Tiemens, Bruinenberg (75' Doejaaren), Klein Braskamp, Van Schoonhoven, Van Vilsteren (75' Schepers), De Graaf, Van Daelen (79' Mijnheer)                                              |
| 20e speelronde | PEC Zwolle | 2 – 2 (0 – 1)               | SC Telstar VVNH | Opstelling PEC Zwolle: |
| 18 maart 2016 Aanvangstijd: 19:30 uur Plaats: Zwolle IJsseldeltastadion Toeschouwers: ± 200 Scheidsrechter: René Broekman                | 50' Tessa Klein Braskamp 57' Anouk van Vilsteren                                                               | Wedstrijdverslag            | 45+3' Aaike Verschoor 76' Suzanne Admiraal                                                                                     | Olthuis, Van Dam, Scheggetmann, Frijlink, Tiemens, Van Vilsteren (76' Mijnheer), Van Schoonhoven, Klein Braskamp, Schepers, De Graaf, Van Daelen                                                                          |
| 21e speelronde | FC Twente | 1 – 2 (0 – 0)               | PEC Zwolle | Opstelling PEC Zwolle: |
| 25 maart 2016 Aanvangstijd: 19:30 uur Plaats: Enschede Sportpark Slangenbeek Toeschouwers: Niet bekend Scheidsrechter: René Meijers      | 65' Judith Frijlink (e.d.)                                                                                     | Wedstrijdverslag            | 51' Esmee de Graaf 90+3' Jorie Schepers                                                                                        | Olthuis, Van Dam, Frijlink, Bakker, Tiemens, Van Schoonhoven, Klein Braskamp, Schepers, Van Vilsteren (80' Van Daelen), Doejaaren, De Graaf                                                                               |
| 22e speelronde | AFC Ajax | 3 – 0 (0 – 0)               | PEC Zwolle | Opstelling PEC Zwolle: |
| 1 april 2016 Aanvangstijd: 19:30 uur Plaats: Amsterdam Sportpark De Toekomst Toeschouwers: Niet bekend Scheidsrechter: Erwin Dam         | 72' Eshly Bakker 74' Tessel Middag 83' Desiree van Lunteren                                                    | Wedstrijdverslag            | | Olthuis, Borgman (84' Schra), Frijlink, Bakker, Schouwstra, Bruinenberg (75' Weijkamp), Klein Braskamp, Van Vilsteren, Van Daelen, Mijnheer (61' Giesen), De Graaf                                                        |
| 23e speelronde | Vrij | Vrij                        | Vrij | Vrij |
| 24e speelronde | PSV | 2 – 2 (0 – 0)               | PEC Zwolle | Opstelling PEC Zwolle: |
| 29 april 2016 Aanvangstijd: 19:30 uur Plaats: Eindhoven De Herdgang Toeschouwers: Niet bekend Scheidsrechter: Niet bekend                | 46' Nadia Coolen 57' Ibtassim Bouharat                                                                         | Wedstrijdverslag            | 50' Rebecca Doejaaren 67' Judith Frijlink (p)                                                                                  | Olthuis, Te Winkel, Frijlink, Bakker, Van Dam, Bruinenberg, Klein Braskamp, Van Daelen, De Graaf, Doejaaren, Van Vilsteren (84' Mijnheer) De Graaf (38')                                                                  |
| 25e speelronde | PEC Zwolle | 2 – 3 (2 – 2)               | sc Heerenveen | Opstelling PEC Zwolle: |
| 6 mei 2016 Aanvangstijd: 19:30 uur Plaats: Zwolle IJsseldeltastadion Toeschouwers: 3.720 Scheidsrechter: Stijn Heusschen                 | 5' Kirsten Bakker 7' Rebecca Doejaaren                                                                         | Wedstrijdverslag            | 18' Simone Kets 32' Tiny Hoekstra 61' Nathalie van den Heuvel                                                                  | Olthuis, Te Winkel, Frijlink, Bakker (87' Jager), Van Dam, Klein Braskamp (72' Van Schoonhoven), Giesen, Bruinenberg, Van Vilsteren (72' Schepers), Doejaaren, De Graaf Giesen (68')                                      |
| 26e speelronde | PEC Zwolle | 0 – 4 (0 – 0)               | ADO Den Haag | Opstelling PEC Zwolle: |
| 13 mei 2016 Aanvangstijd: 19:30 uur Plaats: Zwolle IJsseldeltastadion Toeschouwers: Niet bekend Scheidsrechter: Youri Pieters            | | Wedstrijdverslag            | 53' Pia Rijsdijk 65' Lineth Beerensteyn 68' Maartje Looijen 75' Pia Rijsdijk                                                   | Olthuis, Te Winkel, Frijlink, Bakker (87' Jager), Van Dam, Giesen, Van Schoonhoven (76' Klein Braskamp), Bruinenberg, De Graaf (64' Van Vilsteren), Doejaaren, Schepers (76' Banarsie) Te Winkel (19')                    |
| 27e speelronde | SC Telstar VVNH                                                                                                | 1 – 3 (1 – 2)               | PEC Zwolle | Opstelling PEC Zwolle: |
| 16 mei 2016 Aanvangstijd: 14:30 uur Plaats: Velsen Telstar Stadion Toeschouwers: Niet bekend Scheidsrechter: Niet bekend                 | 5' Babiche Roof                                                                                                | Wedstrijdverslag            | 30' Esmee de Graaf 40' Esmee de Graaf 60' Judith Frijlink (p)                                                                  | Olthuis, Te Winkel (50' Tiemens), Frijlink, Bakker, Van Dam, Van Schoonhoven (88' Klein Braskamp), Bruinenberg, Giesen, Schepers (89' Van Vilsteren), Doejaaren, De Graaf Schepers (34'), Giesen (84'), Frijlink (90')    |
| 28e speelronde | PEC Zwolle | 0 – 3 (0 – 2)               | FC Twente | Opstelling PEC Zwolle: |
| 20 mei 2016 Aanvangstijd: 19:30 uur Plaats: Zwolle IJsseldeltastadion Toeschouwers: Niet bekend Scheidsrechter: Raymond Meilink          | | Wedstrijdverslag            | 21' Jill Roord 31' Jill Roord 63' Ellen Jansen                                                                                 | Olthuis, Te Winkel (67' Jager), Frijlink, Bakker, Van Dam, Bruinenberg, Klein Braskamp, Van Schoonhoven, Schepers (81' Van Vilsteren), Doejaaren, De Graaf (76' Mijnheer) Schepers (64')                                  |

### KNVB beker
| Achtste finale | Ter Leede       | 1 – 0 (1 – 0)               | PEC Zwolle | Opstelling PEC Zwolle: |
| 6 februari 2016 Aanvangstijd: 15:00 uur Plaats: Sassenheim Sportpark De Roodemolen Toeschouwers: Niet bekend Scheidsrechter: S.C. Calvert | 12' Kitty Susan | Wedstrijdverslag[dode link] |            | Olthuis, Bakker, Klein Braskamp, Bruinenberg, Van Dam, Scheggetmann, Te Winkel, De Graaf, Van Vilsteren, Frijlink, Van Daelen (Mijnheer) (Schepers) |

## Selectie en technische staf

### Selectie 2015/16
| Nr.             | Nat.               | Naam                   | Competitie  | Competitie  | Beker       | Beker       | Totaal      | Totaal      | Seizoen bij PEC Zwolle | Vorige club        | Debuut PEC Zwolle |             |             |             |             |
| Nr.             | Nat.               | Naam                   | W           |             | W           |             | W           |             | Seizoen bij PEC Zwolle | Vorige club        | Debuut PEC Zwolle |             |             |             |             |
| Doelvrouwen     | Doelvrouwen        | Doelvrouwen            | Doelvrouwen | Doelvrouwen | Doelvrouwen | Doelvrouwen | Doelvrouwen | Doelvrouwen | Doelvrouwen            | Doelvrouwen        | Doelvrouwen       | Doelvrouwen | Doelvrouwen | Doelvrouwen | Doelvrouwen |
| --------------- | ------------------ | ---------------------- | ----------- | ----------- | ----------- | ----------- | ----------- | ----------- | ---------------------- | ------------------ | ----------------- | ----------- | ----------- | ----------- | ----------- |
| 1               | Vlag van Nederland | Nadja Olthuis          | 24          | 0           | 1           | 0           | 25          | 0           | 6e                     | sc Heerenveen      | 2 september 2010  |             |             |             |             |
| 16              | Vlag van Nederland | Rilotte Brouwer        | 0           | 0           | 0           | 0           | 0           | 0           | 2e                     | Jeugd              | –                 |             |             |             |             |
| Verdedigsters   |                    |                        |             |             |             |             |             |             |                        |                    |                   |             |             |             |             |
| 3               | Vlag van Nederland | Mariska Kogelman       | 0           | 0           | 0           | 0           | 0           | 0           | 6e                     | sc Heerenveen      | 2 september 2010  |             |             |             |             |
| 4               | Vlag van Nederland | Verena Jager           | 2           | 0           | 0           | 0           | 2           | 0           | 3e                     | Jeugd              | 13 december 2013  |             |             |             |             |
| 5               | Vlag van Nederland | Jorie Schepers         | 8           | 1           | 1           | 0           | 9           | 1           | 3e                     | Be Quick '28 (ama) | 30 augustus 2013  |             |             |             |             |
| 8               | Vlag van Nederland | Anouk van Vilsteren    | 22          | 2           | 1           | 0           | 23          | 2           | 3e                     | Jeugd              | 14 maart 2014     |             |             |             |             |
| 12              | Vlag van Nederland | Marije van Dam         | 17          | 0           | 1           | 0           | 18          | 0           | 2e                     | Jeugd              | 2 september 2014  |             |             |             |             |
| 14              | Vlag van Nederland | Kyra Scheggetmann      | 11          | 0           | 1           | 0           | 12          | 0           | 4e                     | Jeugd              | 29 maart 2013     |             |             |             |             |
| 15              | Vlag van Nederland | Lesley te Winkel       | 18          | 0           | 1           | 0           | 19          | 0           | 2e                     | Jong FC Twente     | 13 december 2013  |             |             |             |             |
| 21              | Vlag van Nederland | Chantal Schouwstra     | 1           | 0           | 0           | 0           | 1           | 0           | 1e                     | Jeugd              | 1 april 2016      |             |             |             |             |
| 23              | Vlag van Nederland | Kirsten Bakker         | 21          | 1           | 1           | 0           | 22          | 1           | 1e                     | FC Twente          | 21 augustus 2015  |             |             |             |             |
| –               | Vlag van Nederland | Lotte Morsink          | 0           | 0           | 0           | 0           | 0           | 0           | 1e                     | Jeugd              | –                 |             |             |             |             |
| Middenveldsters |                    |                        |             |             |             |             |             |             |                        |                    |                   |             |             |             |             |
| 2               | Vlag van Nederland | Suzanne Giesen         | 18          | 0           | 0           | 0           | 18          | 0           | 2e                     | RKHVV (ama)        | 2 september 2014  |             |             |             |             |
| 6               | Vlag van Nederland | Tessa Klein Braskamp   | 23          | 2           | 1           | 0           | 24          | 2           | 3e                     | Jong FC Twente     | 30 augustus 2013  |             |             |             |             |
| 10              | Vlag van Nederland | Sharon Bruinenberg     | 22          | 1           | 1           | 0           | 23          | 1           | 4e                     | Jeugd              | 16 maart 2013     |             |             |             |             |
| 11              | Vlag van Nederland | Judith Frijlink        | 24          | 7           | 1           | 0           | 25          | 7           | 6e                     | ADO Den Haag       | 2 september 2010  |             |             |             |             |
| 15              | Vlag van Nederland | Dayna Schra            | 1           | 0           | 0           | 0           | 1           | 0           | 1e                     | Jeugd              | 1 april 2016      |             |             |             |             |
| 19              | Vlag van Nederland | Merlin Tiemens         | 15          | 0           | 0           | 0           | 15          | 0           | 2e                     | Jeugd              | 23 januari 2015   |             |             |             |             |
| 20              | Vlag van Nederland | Nurija van Schoonhoven | 15          | 0           | 0           | 0           | 15          | 0           | 1e                     | Jeugd              | 6 november 2015   |             |             |             |             |
| 21              | Vlag van Nederland | Lauri Weijkamp         | 1           | 0           | 0           | 0           | 1           | 0           | 2e                     | Jeugd              | 1 april 2016      |             |             |             |             |
| Aanvalsters     |                    |                        |             |             |             |             |             |             |                        |                    |                   |             |             |             |             |
| 7               | Vlag van Nederland | Joyce Mijnheer         | 18          | 2           | 1           | 0           | 19          | 2           | 2e                     | OZC (ama)          | 2 september 2014  |             |             |             |             |
| 9               | Vlag van Nederland | Yvette van Daelen      | 18          | 0           | 1           | 0           | 19          | 0           | 4e                     | Jeugd              | 9 november 2012   |             |             |             |             |
| 17              | Vlag van Nederland | Esmee de Graaf         | 24          | 7           | 1           | 0           | 25          | 7           | 1e                     | SV Saestum (ama)   | 21 augustus 2015  |             |             |             |             |
| 18              | Vlag van Nederland | Rebecca Doejaaren      | 17          | 5           | 0           | 0           | 17          | 5           | 2e                     | Jeugd              | 20 februari 2015  |             |             |             |             |
| 21              | Vlag van Nederland | Amy Banarsie           | 1           | 0           | 0           | 0           | 1           | 0           | 1e                     | Jeugd              | 13 mei 2016       |             |             |             |             |
| 22              | Vlag van Nederland | Anouk Borgman          | 1           | 0           | 0           | 0           | 1           | 0           | 1e                     | Jeugd              | 1 april 2016      |             |             |             |             |
| Nr.             | Nat.               | Naam                   | W           |             | W           |             | W           |             | Seizoen bij PEC Zwolle | Vorige club        | Debuut            |             |             |             |             |
| Nr.             | Nat.               | Naam                   | Competitie  | Competitie  | Beker       | Beker       | Totaal      | Totaal      | Seizoen bij PEC Zwolle | Vorige club        | Debuut            |             |             |             |             |

### Legenda
| # | Reden                                          |
| - | ---------------------------------------------- |
|   | Heeft de club in het lopende seizoen verlaten. |

### Technische staf
| Naam                  | Functie           |
| --------------------- | ----------------- |
| Sebastiaan Borgardijn | Hoofdtrainer      |
| Joran Pot             | Assistent-trainer |
| Maarten de Waart      | Fysiotherapeut    |
| Mathijs Bouwhuis      | Fysiotherapeut    |
| Christien Rens        | Verzorgster       |
| Jacco Teunis          | Teammanager       |
| Maike Jansen          | Coördinator       |

## Statistieken PEC Zwolle 2015/2016

### Eindstand PEC Zwolle in de Nederlandse Eredivisie 2015 / 2016
| Stand | Gespeeld | Gewonnen | Gelijk | Verloren | Punten | Doelpunten voor | Doelpunten tegen | Gele kaarten | Rode kaarten |
| ----- | -------- | -------- | ------ | -------- | ------ | --------------- | ---------------- | ------------ | ------------ |
| 7e    | 24       | 2        | 5      | 17       | 11     | 28              | 67               | 19           | 1            |

### Topscorers
| #                | Naam                            | Goal |
| ---------------- | ------------------------------- | ---- |
| 1.               | Judith Frijlink                 | 7    |
| 1.               | Esmee de Graaf                  | 7    |
| 2.               | Rebecca Doejaaren               | 5    |
| 3.               | Tessa Klein Braskamp            | 2    |
| 3.               | Anouk van Vilsteren             | 2    |
| 4.               | Kirsten Bakker                  | 1    |
| 4.               | Sharon Bruinenberg              | 1    |
| 4.               | Joyce Mijnheer                  | 1    |
| 4.               | Jorie Schepers                  | 1    |
| Eigen doelpunten |                                 |      |
| 1.               | Hélène Heemskerk (ADO Den Haag) | 1    |
| Totaal           | Totaal                          | 28   |

| #      | Naam        | Goal |
| ------ | ----------- | ---- |
| –      | Geen speler | 0    |
| Totaal | Totaal      | 0    |

| #                | Naam                         | Goal |
| ---------------- | ---------------------------- | ---- |
| 1.               | Yvette van Daelen            | 11   |
| 2.               | Rebecca Doejaaren            | 10   |
| 3.               | Joyce Mijnheer               | 7    |
| 4.               | Sharon Bruinenberg           | 5    |
| 5.               | Anouk van Vilsteren          | 4    |
| 6.               | Suzanne Giesen               | 2    |
| 7.               | Judith Frijlink              | 1    |
| 7.               | Esmee de Graaf               | 1    |
| 7.               | Nadja Olthuis                | 1    |
| 7.               | Jorie Schepers               | 1    |
| Eigen doelpunten |                              |      |
| 1.               | Onbekend (FC Meppel/Alcides) | 1    |
| Totaal           | Totaal                       | 42   |

### Kaarten
| #      | Naam                 |    |
| ------ | -------------------- | -- |
| 1.     | Suzanne Giesen       | 3  |
| 2.     | Kirsten Bakker       | 2  |
| 2.     | Sharon Bruinenberg   | 2  |
| 2.     | Rebecca Doejaaren    | 2  |
| 2.     | Tessa Klein Braskamp | 2  |
| 2.     | Jorie Schepers       | 2  |
| 2.     | Lesley te Winkel     | 2  |
| 3.     | Marije van Dam       | 1  |
| 3.     | Judith Frijlink      | 1  |
| 3.     | Esmee de Graaf       | 1  |
| 3.     | Anouk van Vilsteren  | 1  |
| Totaal | Totaal               | 19 |

| #      | Naam        |   |
| ------ | ----------- | - |
| –      | Geen speler | 0 |
| Totaal | Totaal      | 0 |

| #      | Naam           |   |
| ------ | -------------- | - |
| 1.     | Kirsten Bakker | 1 |
| Totaal | Totaal         | 1 |

### Punten per speelronde
| Speelronde | 1 | 2 | 3 | 4 | 5 | 6 | 7 | 8 | 9 | 10 | 11 | 12 | 13 | 14 | 15 | 16 | 17 | 18 | 19 | 20 | 21 | 22 | 23 | 24 |
| ---------- | - | - | - | - | - | - | - | - | - | -- | -- | -- | -- | -- | -- | -- | -- | -- | -- | -- | -- | -- | -- | -- |
| Punten     | 0 | 1 | 0 | 1 | 0 | 0 | 0 | 1 | 0 | 0  | 0  | 0  | 0  | 0  | 0  | 0  | 1  | 3  | 0  | 1  | 0  | 0  | 3  | 0  |

### Punten na speelronde
| Speelronde | 1 | 2 | 3 | 4 | 5 | 6 | 7 | 8 | 9 | 10 | 11 | 12 | 13 | 14 | 15 | 16 | 17 | 18 | 19 | 20 | 21 | 22 | 23 | 24 |
| ---------- | - | - | - | - | - | - | - | - | - | -- | -- | -- | -- | -- | -- | -- | -- | -- | -- | -- | -- | -- | -- | -- |
| Punten     | 0 | 1 | 1 | 2 | 2 | 2 | 2 | 3 | 3 | 3  | 3  | 3  | 3  | 3  | 3  | 3  | 4  | 7  | 7  | 8  | 8  | 8  | 11 | 11 |

### Stand na speelronde
| Speelronde | 1  | 2  | 3  | 4  | 5  | 6  | 7  | 8  | 9  | 10 | 11 | 12 | 13 | 14 | 15 | 16 | 17 | 18 | 19 | 20 | 21 | 22 | 23 | 24 |
| ---------- | -- | -- | -- | -- | -- | -- | -- | -- | -- | -- | -- | -- | -- | -- | -- | -- | -- | -- | -- | -- | -- | -- | -- | -- |
| Stand      | 7e | 5e | 5e | 6e | 6e | 6e | 7e | 7e | 7e | 7e | 7e | 7e | 7e | 7e | 7e | 7e | 7e | 7e | 7e | 7e | 7e | 7e | 7e | 7e |

### Doelpunten per speelronde
| Speelronde | 1 | 2 | 3 | 4 | 5 | 6 | 7 | 8 | 9 | 10 | 11 | 12 | 13 | 14 | 15 | 16 | 17 | 18 | 19 | 20 | 21 | 22 | 23 | 24 | Totaal |
| ---------- | - | - | - | - | - | - | - | - | - | -- | -- | -- | -- | -- | -- | -- | -- | -- | -- | -- | -- | -- | -- | -- | ------ |
| Doelpunten | 1 | 1 | 0 | 1 | 1 | 1 | 0 | 5 | 1 | 0  | 2  | 1  | 1  | 0  | 0  | 2  | 2  | 2  | 0  | 2  | 2  | 0  | 2  | 0  | 28     |

## Mutaties

### Zomer

#### Aangetrokken
| Nr. | Nat. | Naam                   | Van            | Type         | Contract | Transfersom | Bijzonderheid   |
| --- | ---- | ---------------------- | -------------- | ------------ | -------- | ----------- | --------------- |
| 23  | NL   | Kirsten Bakker         | FC Twente      | Transfervrij | Onbekend | n.v.t.      | –               |
| 12  | NL   | Marije van Dam         | Jeugd          | –            | n.v.t.   | n.v.t.      | –               |
| 18  | NL   | Rebecca Doejaaren      | Jeugd          | –            | n.v.t.   | n.v.t.      | –               |
| 17  | NL   | Esmee de Graaf         | SV Saestum     | Transfervrij | Onbekend | n.v.t.      | –               |
| 20  | NL   | Nurija van Schoonhoven | Jong FC Twente | Transfervrij | Onbekend | n.v.t.      | Jong PEC Zwolle |
| 19  | NL   | Merlin Tiemens         | Jeugd          | –            | n.v.t.   | n.v.t.      | –               |

#### Vertrokken
| Nr. | Nat. | Naam                 | Naar              | Type         | Transfersom | Wed. | Dlpt. |
| --- | ---- | -------------------- | ----------------- | ------------ | ----------- | ---- | ----- |
| 2   | NL   | Jolijn Heuvels       | Wellington United | Transfervrij | n.v.t.      | 83   | 1     |
| 12  | NL   | Lieke Huls           | sc Heerenveen     | Transfervrij | n.v.t.      | 14   | 1     |
| 11  | NL   | Jennieke van der Pol | HTC               | Transfervrij | n.v.t.      | 72   | 19    |

#### Statistieken transfers zomer
| Gekochte spelers | Verkochte spelers | Gehuurde spelers | Verhuurde spelers | Spelers terug van verhuurperiode | Spelers einde van huurperiode | Transfervrij aangetrokken spelers | Transfervrij vertrokken spelers | Doorgestroomde jeugdspelers |
| ---------------- | ----------------- | ---------------- | ----------------- | -------------------------------- | ----------------------------- | --------------------------------- | ------------------------------- | --------------------------- |
| 0                | 0                 | 0                | 0                 | 0                                | 0                             | 3                                 | 3                               | 3                           |

### Winter

#### Vertrokken
| Nr. | Nat. | Naam             | Naar  | Type   | Transfersom | Wed. | Dlpt. |
| --- | ---- | ---------------- | ----- | ------ | ----------- | ---- | ----- |
| 3   | NL   | Mariska Kogelman | Stopt | n.v.t. | n.v.t.      | 107  | 10    |

#### Statistieken transfers zomer
| Gekochte spelers | Verkochte spelers | Gehuurde spelers | Verhuurde spelers | Spelers terug van verhuurperiode | Spelers einde van huurperiode | Transfervrij aangetrokken spelers | Transfervrij vertrokken spelers | Doorgestroomde jeugdspelers |
| ---------------- | ----------------- | ---------------- | ----------------- | -------------------------------- | ----------------------------- | --------------------------------- | ------------------------------- | --------------------------- |
| 0                | 0                 | 0                | 0                 | 0                                | 0                             | 0                                 | 1                               | 0                           |

## Voetnoten
ADO Den Haag · 
Ajax · 
sc Heerenveen · 
PEC Zwolle · 
PSV · 
SC Telstar VVNH · 
FC Twente